# Antoni Reig Ventura
Antoni Reig Ventura (València, 12 de maig de 1932 - 20 de gener de 2025), més conegut com a Rovellet, va ser un jugador professional de pilota valenciana, rest en la modalitat d'Escala i corda.
Va nàixer a la vora mateixa del Trinquet de Pelayo (València) i fou batejat per l'afició amb el nom del seu pare, el pilotaire Rovell de Dénia. Als 15 anys debuta com a professional i als 17 anys s'enfronta a la figura de l'època, Juliet d'Alginet, partida que es repetí per tots els trinquets de la geografia valenciana.
Durant molts anys, aquesta parella s'enfrontà dues vegades al mes al trinquet de Pelayo, en unes emocionants partides que encara s'hi conten. A la retirada de Juliet, Rovellet es convertí en el número u indiscutible de l'Escala i corda fins a l'aparició d'Eusebio, que durant els anys seixanta li disputà la supremacia de la faixa roja. Amb 23 anys de diferència d'edat, arribà a jugar contra Paco Genovés.
Es retirà el 1979, ja lluny dels seus millors moments, però sense que cap trinqueter haguera de donar-li un punter per a igualar els equips rivals.
Rovellet no solament fou admirat pel seu joc (elegant i ple de coneixement), sinó també, per la immensa cavallerositat que desplega encara avui en l'ambient de la pilota. La màxima mostra d'homenatge és tenir penjada una foto seua a la Galeria d'honor del Trinquet de Pelayo (València).

## Palmarés
- Campió del Campionat Nacional d'Escala i Corda 1970